# Réseau international pour l'amélioration de la production de la banane et de la banane plantain
Le Réseau international pour l'amélioration de la production de la banane et de la banane plantain (INIBAP pour International Network for the Improvement of Banana and Plantain), est une organisation intergouvernementale qui fut constituée en 1985 pour répondre aux besoins de recherche lorsqu'une maladie fongique (cercosporiose noire) s'attaqua dans les années 1980 aux bananiers d'Afrique et d'Amérique latine.
En 2006, il a fusionné avec l'IPGRI sous le nom de Bioversity International.

## Action
Le réseau a notamment participé à la préparation de séminaires à Cairns en 1986 ou Bogota en 1987, à recenser les différents matériels génétiques des bananes ou à soutenir des actions sur les cercosporioses et d'autres parasitismes.
L'INIBAP a pour langues opérationnelles le français, l'anglais, et l'espagnol.
L'organisation a publié la revue InfoMusa entre 1991 et 2007, dans chacune de ses trois langues, avec son supplément ProMusa (le titre fait référence à Musa, le genre formé par les bananiers).
En 1991, il est devenu un centre du Groupe consultatif pour la recherche agricole internationale (CGIAR) et en 1994, il a fusionné avec un autre centre du CGIAR, l'Institut international des ressources phytogénétiques (International Plant Genetic Research Institute - IPGRI). Depuis le 1er décembre 2006, l'INIBAP a fusionné avec l'IPGRI sous la dénomination de Bioversity International.

## Siège

Ancien logo de l'organisation, jusqu'en 1998.

Le siège du réseau était situé sur Agropolis, le parc scientifique de Montpellier, à Montferrier-sur-Lez. Les modalités d'implantation de ce siège sur le territoire de la France ont été définies par un accord de siège signé le 19 octobre 1992 avec le gouvernement de la République française, et approuvé par une loi du 13 juillet 1994 (publication par décret le 8 novembre 1994).
L'article 3 mentionne « Le siège de l'Organisation est inviolable. Les agents ou fonctionnaires français ne peuvent y pénétrer pour exercer leurs fonctions qu'avec le consentement du Directeur. Toutefois, le consentement du Directeur est présumé acquis en cas d'incendie ou d'autres sinistres exigeant des mesures de protection immédiates. L'Organisation ne permettra pas que son siège serve de refuge à une personne poursuivie à la suite d'un crime ou d'un délit flagrant, ou objet d'un mandat de justice, d'une condamnation pénale ou d'un arrêté d'expulsion émanant des autorités françaises. »
Par ailleurs, les bâtiments concernés sont précisément mentionnés en annexe, à savoir le siège situé dans le bâtiment 7 (pour une superficie de 114 m2) et son annexe située dans le bâtiment 4 (pour une superficie de 68 m2).
Depuis 2006, le siège de Bioversity International se trouve à Rome.